# جورج ناغي
جورج ناغي هو سباح كندي، ولد في 9 يوليو 1957 في North York ‏ في كندا.

## وصلات خارجية
- جورج ناجي على موقع أوليمبيديا (الإنجليزية)
- جورج ناجي على موقع اللجنة الأولمبية الكندية (الإنجليزية)